# 舟橋町 (大阪市)
舟橋町（ふなはしちょう）は、大阪府大阪市天王寺区にある町名。丁番を持たない単独町名である。

## 地理
天王寺区の北東部に位置し、南に下味原町、北に玉造元町、西に味原町、西の北側に真田山町、東に東成区東小橋と接している。

## 世帯数と人口
2019年（平成31年）3月31日現在の世帯数と人口は以下の通りである。
| 町丁   | 世帯数  | 人口    |
| ------ | ------- | ------- |
| 舟橋町 | 783世帯 | 1,382人 |

### 人口の変遷
国勢調査による人口の推移。
| 1995年（平成7年）  | 1,124人 | [ 5 ] |  |
| 2000年（平成12年） | 1,128人 | [ 6 ] |  |
| 2005年（平成17年） | 1,186人 | [ 7 ] |  |
| 2010年（平成22年） | 1,377人 | [ 8 ] |  |
| 2015年（平成27年） | 1,346人 | [ 9 ] |  |

### 世帯数の変遷
国勢調査による世帯数の推移。
| 1995年（平成7年）  | 483世帯 | [ 5 ] |  |
| 2000年（平成12年） | 531世帯 | [ 6 ] |  |
| 2005年（平成17年） | 596世帯 | [ 7 ] |  |
| 2010年（平成22年） | 762世帯 | [ 8 ] |  |
| 2015年（平成27年） | 705世帯 | [ 9 ] |  |

## 事業所
2016年（平成28年）現在の経済センサス調査による事業所数と従業員数は以下の通りである。
| 町丁   | 事業所数  | 従業員数 |
| ------ | --------- | -------- |
| 舟橋町 | 118事業所 | 649人    |

## 交通

### 鉄道
- 鶴橋駅（所在地は、下味原町であるが、駅の一部が舟橋町に入っている。）
  - 西日本旅客鉄道大阪環状線
  - 大阪市高速電気軌道千日前線

### 道路
- 大阪府道702号大阪枚岡奈良線（千日前通）
- 玉造筋

## 施設
- 天王寺警察署 舟橋町交番
- 関西みらい銀行 鶴橋支店

## その他

### 日本郵便
- 〒543-0024[3]（集配局：天王寺郵便局[11]）